# سینمای غرب آسیا
سینمای غرب آسیا (انگلیسی: Cinema of West Asia) مجموعاً به فیلم‌های تولید شده و صنایع فیلم‌سازی غرب آسیا اشاره دارد. این اصطلاح به‌طور خاص، به صنایع قابل‌توجه و بزرگ فیلم‌سازی ایران و ترکیه اشاره دارد. اما بر اساس تعریف، شامل کشورهای دیگر این منطقه از جمله ارمنستان، آذربایجان، بحرین، قبرس، گرجستان، عراق، اسرائیل، اردن، کویت، لبنان، فلسطین، عمان، قطر، عربستان سعودی، سوریه، امارات و یمن نیز می‌شود.